# Franz Rademacher
Franz Rademacher (20. února 1906 – 17. března 1973) působil jako úředník v nacistické vládě Třetí říše během druhé světové války, je znám v souvislosti s akcí "Plán Madagaskar".

## Život
Franz Rademacher se narodil v městě Neustrelitz 20. února 1906. Jeho otec byl strojvedoucím. Franz studoval práva v Rostocku a v Mnichově a jako právník začal pracovat od dubna 1932. V letech 1932 až 1934 byl členem SA (Sturmabteilung), do nacistické strany vstoupil v roce 1933.
Od prosince roku 1937 do března 1940 působil ve službách ministerstva zahraničních věcí jako chargé d'affaires na německém velvyslanectví v Montevideu (Uruguay). Poté byl vybrán, aby jako legační rada vedl nechvalně známé oddělení Referat D III, které se přímo podílelo na nacistickém řešení židovské otázky. Jeho nadřízeným byl státní podsekretář Martin Luther. V létě 1940 se Rademacher účastnil příprav plánu „Madagaskar", přesídlení Židů z Německé říše na tento ostrov, které se nakonec neuskutečnilo.
Na ministerstvu zahraničních věcí v této funkci diplomaticky připravoval deportace Židů z okupovaných a spřátelených zemí do koncentračních táborů. Je prokázáno, že v říjnu 1941 se takto podílel na masové deportací a likvidaci Židů ze Srbska. Podobně spolupracoval na deportacích z Francie, Belgie a Nizozemska.
V únoru 1943 byl jeho nadřízený Martin Luther za pokus o svržení ministra zahraničí Ribbentropa sesazen z funkce a odeslán do koncentračního tábora, Rademacher byl propuštěn z úřadu ministerstva a konce války se dožil jako námořnický důstojník pod velením kapitána Maxe Kupfera.
Po skončení války se nejprve úspěšně skrýval, v září 1947 se ho ale Američanům podařilo zadržet. Za napomáhání k vraždě 1300 Židů byl v březnu 1952 německým soudem odsouzen na tři roky a pět měsíců do vězení. S pomocí svých nacistických sympatizantů se mu podařilo v době, kdy byl po odpykání 29 měsíců vazby propuštěn, uprchnout do Sýrie. V roce 1962 se ho pokusil zabít izraelský špión dopisní bombou. O rok později byl v Sýrii obviněn ze špionáže, ale byla mu ze zdravotních důvodů udělena milost a dočkal se propuštění. V roce 1966 se vrátil do Německa, kde byl v novém procesu odsouzen k pěti a půl letům vězení, trest však byl označen jako promlčený. V roce 1971 bylo nařízeno proces znovu otevřít, Rademacher ale zemřel dříve, něž se tak stalo.